# IHL 1934/35
Die Saison 1934/35 war die sechste reguläre Saison der International Hockey League (IHL). Meister wurden die Detroit Olympics.

## Teamänderungen
Folgende Änderungen wurden vor Beginn der Saison vorgenommen:
- Die Cleveland Indians änderten ihren Namen in Cleveland Falcons.

## Modus
In der regulären Saison absolvierten die sechs Mannschaften jeweils 44 Spiele. Für einen Sieg erhielt jede Mannschaft zwei Punkte, bei einem Unentschieden einen Punkt und bei einer Niederlage null Punkte.

## Reguläre Saison

### Tabelle
Abkürzungen: GP = Spiele, W = Siege, L = Niederlagen, T = Unentschieden, GF = Erzielte Tore, GA = Gegentore, Pts = Punkte
|                   | GP | W  | L  | T | GF  | GA  | Pts |
| ----------------- | -- | -- | -- | - | --- | --- | --- |
| Detroit Olympics  | 44 | 21 | 15 | 8 | 116 | 88  | 42  |
| London Tecumsehs  | 44 | 21 | 17 | 6 | 98  | 110 | 42  |
| Syracuse Stars    | 44 | 20 | 20 | 4 | 128 | 118 | 40  |
| Buffalo Bisons    | 44 | 20 | 18 | 6 | 113 | 100 | 40  |
| Cleveland Falcons | 44 | 20 | 23 | 1 | 115 | 132 | 40  |
| Windsor Bulldogs  | 44 | 14 | 23 | 7 | 94  | 116 | 28  |